# Saint-Mathieu (tổng)
Tổng Saint-Mathieu là một tổng của Pháp tọa lạc tại tỉnh Haute-Vienne trong vùng Nouvelle-Aquitaine.

## Địa lý
Tổng này được tổ chức xung quanh Saint-Mathieu trong quận Rochechouart. Độ cao khu vực này là 165 m (Maisonnais-sur-Tardoire) đến 498 m (Dournazac) độ cao trung bình trên mực nước biển là 333 m.

## Hành chính
| Giai đoạn | Ủy viên        | Đảng | Tư cách |
| --------- | -------------- | ---- | ------- |
| 2001-2008 | Claude Pauliat | ADS  |         |
| ...-1934  | Joseph Basset  | PRS  |         |

## Phân chia đơn vị hành chính
Tổng Saint-Mathieu được chia thành 6 xã và khoảng 3 407 người (điều tra dân số năm 1999 không tính trùng dân số).
| Xã                       | Dân số | Mã bưu chính | Mã insee |
| ------------------------ | ------ | ------------ | -------- |
| La Chapelle-Montbrandeix | 262    | 87440        | 87037    |
| Dournazac                | 728    | 87230        | 87060    |
| Maisonnais-sur-Tardoire  | 454    | 87440        | 87091    |
| Marval                   | 553    | 87440        | 87092    |
| Pensol                   | 177    | 87440        | 87115    |
| Saint-Mathieu            | 1 279  | 87440        | 87168    |

## Thông tin nhân khẩu
| 1962                                                     | 1968  | 1975  | 1982  | 1990  | 1999  |
| -------------------------------------------------------- | ----- | ----- | ----- | ----- | ----- |
| 4 572                                                    | 5 136 | 4 557 | 4 063 | 3 662 | 3 407 |
| Nombre retenu à partir de 1962 : dân số không tính trùng |       |       |       |       |       |